# The Jury
The Jury est une série télévisée américaine en dix épisodes de 45 minutes, créée par Tom Fontana, Barry Levinson et James Yoshimura et diffusée entre le 8 juin. et le 6 août 2004 sur le réseau Fox.
En France, la série a été diffusée à partir du 12 juin 2006 sur Série Club. Elle reste inédite dans les autres pays francophones.

## Synopsis
Chaque épisode de cette série suit les délibérations d'un jury jusqu'à l'annonce de son verdict.

## Distribution

### Acteurs principaux
- Billy Burke : John Ranguso
- Adam Busch : Steve Dixon
- Anna Friel : Megan Delaney
- Cote de Pablo : Marguerite Cisneros
- Jeff Hephner : John O'Brien
- Shalom Harlow : Melissa Greenfield

### Acteurs récurrents et invités
- Patrice O'Neal : Adam Walker
- Barry Levinson : Juge Horatio Hawthorne
- Ami Brabson : Alison Trivas
- Mia Dillon (en) : Dr Sullivan
- Lenny Venito : Détective Temson
- Danton Stone (en) : Officier Morgenstern
- Julie Lauren : Maya Blanchard
- Andre Braugher : Juge Loren Price
- Olga Merediz (en) : Leticia Schikert

## Production
Le projet a débuté en mars 2003 sous le titre The Circuit. Fox commande la série en septembre sous son titre actuel.
En décembre, Shalom Harlow décroche un rôle principal, suivie par Billy Burke, Adam Busch, Jeff Hephner et Cote de Pablo.
Le mois suivant, Fox commande la série.
Après quatre semaines de mauvaises audiences, Fox déplace la série dans la case du vendredi (en) en juillet, annulant la série.

## Épisodes
1. Trois garçons et un flingue (Three Boys and a Gun)
2. Tragédie shakespearienne (The Honeymoon Suite)
3. Épouse par correspondance (Mail Order Mystery)
4. Jamais innocent (Bangers)
5. Derniers sacrements (Last Rites)
6. Paroles d'enfants (Memories)
7. Dernier round (The Boxer)
8. Zéro de conduite (Pilot)
9. Les jeux sont faits (Lamentation on the Reservation)
10. À la folie (Too Jung to Die)